# 利巴諾 (托利馬省)

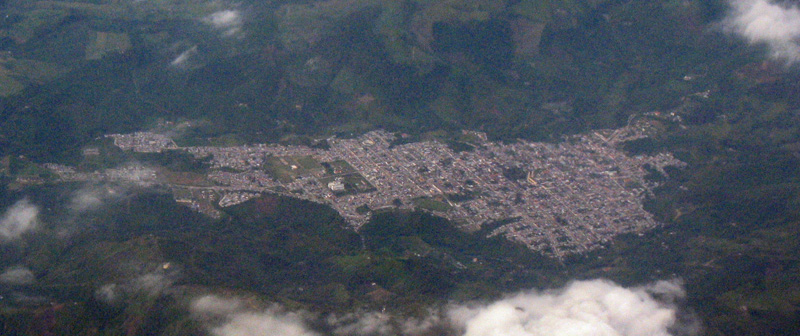

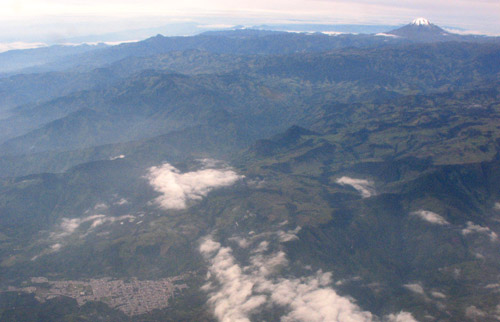

利巴諾是哥倫比亞的城鎮，位於該國中西部，由托利馬省負責管轄，面積280平方公里，海拔高度1,565米，主要經濟活動有農業、畜牧業和採礦業，2005年人口41,650。
4°55′N 75°10′W / 4.917°N 75.167°W